# Draft de la NBA de 1992
El Draft de la NBA de 1992 se celebró el 24 de junio en Portland, Oregón. Las dos primeras elecciones del mismo, Shaquille O'Neal y Alonzo Mourning, jugaron juntos en los Miami Heat cuando estos consiguieron el título de campeones en 2006.

## Primera ronda

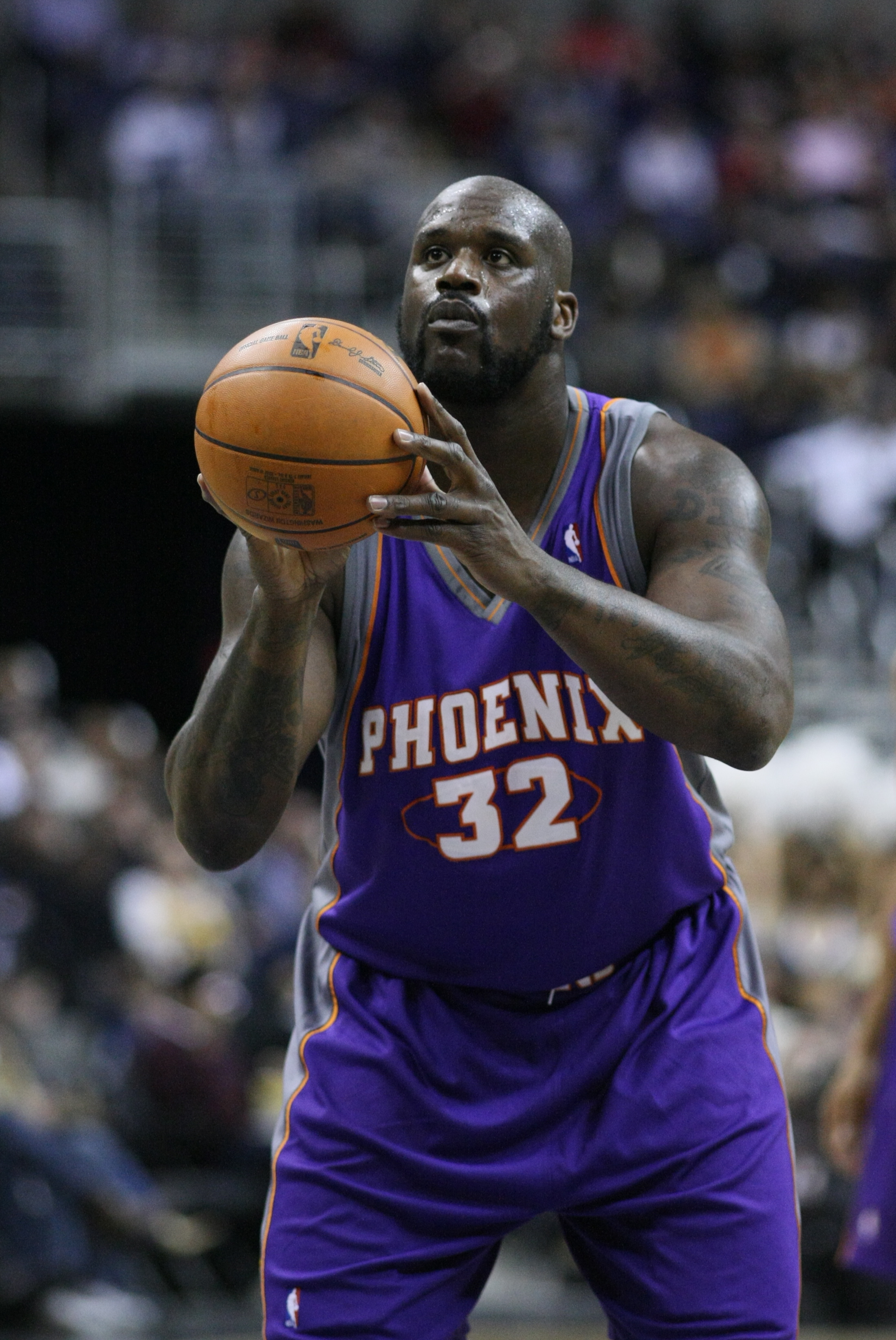
Shaquille O'Neal, la 1.ª elección.

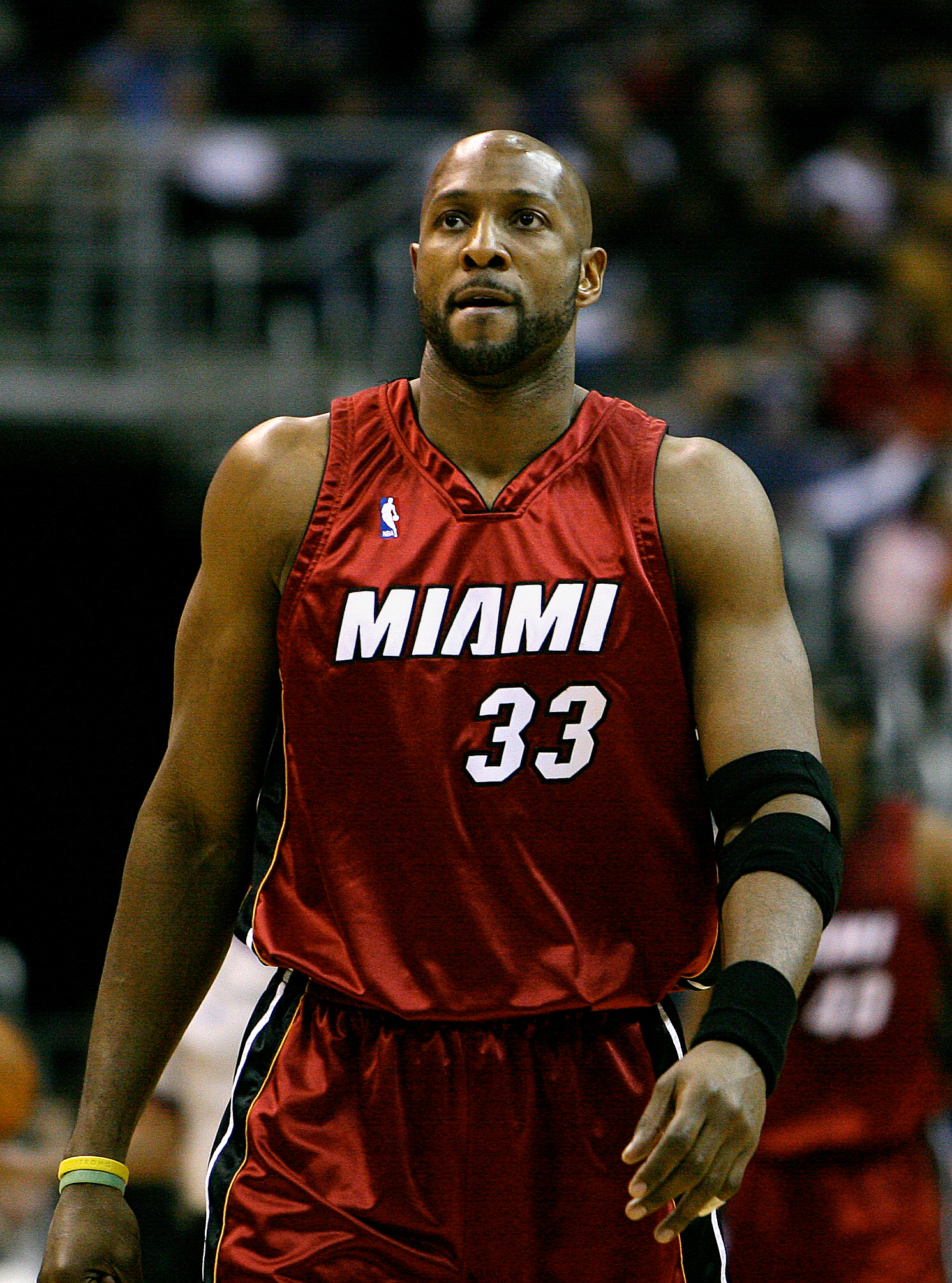
Alonzo Mourning, la 2.ª elección.

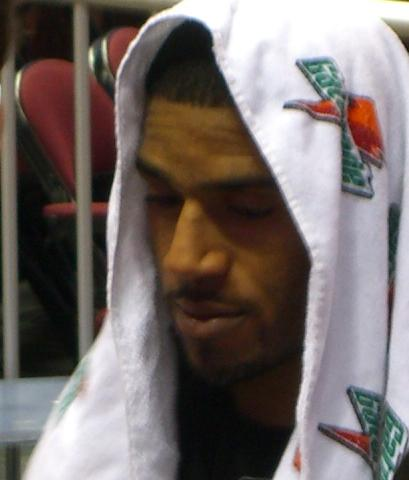
Jim Jackson, la 4.ª elección.

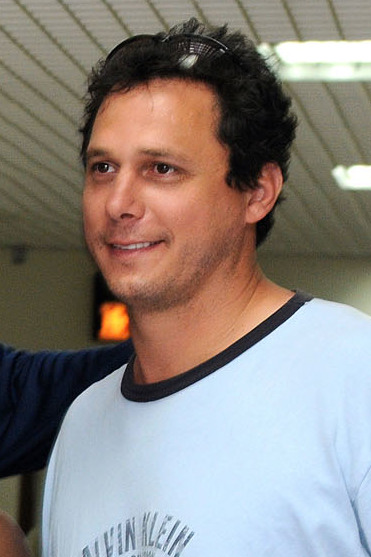
Tom Gugliotta, la 6.ª elección.

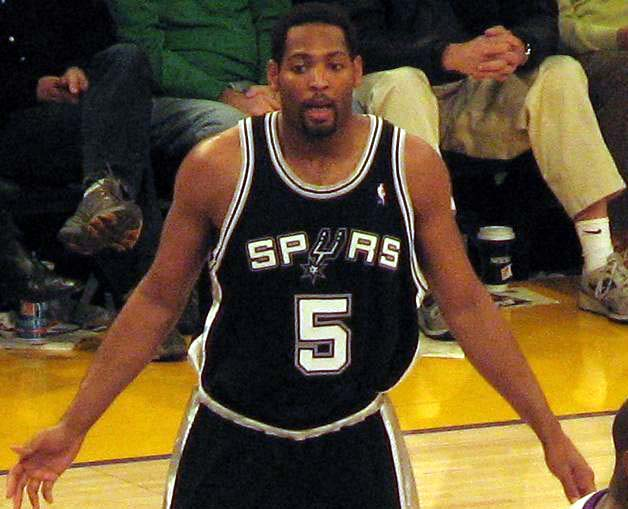
Robert Horry, la 11.ª elección.

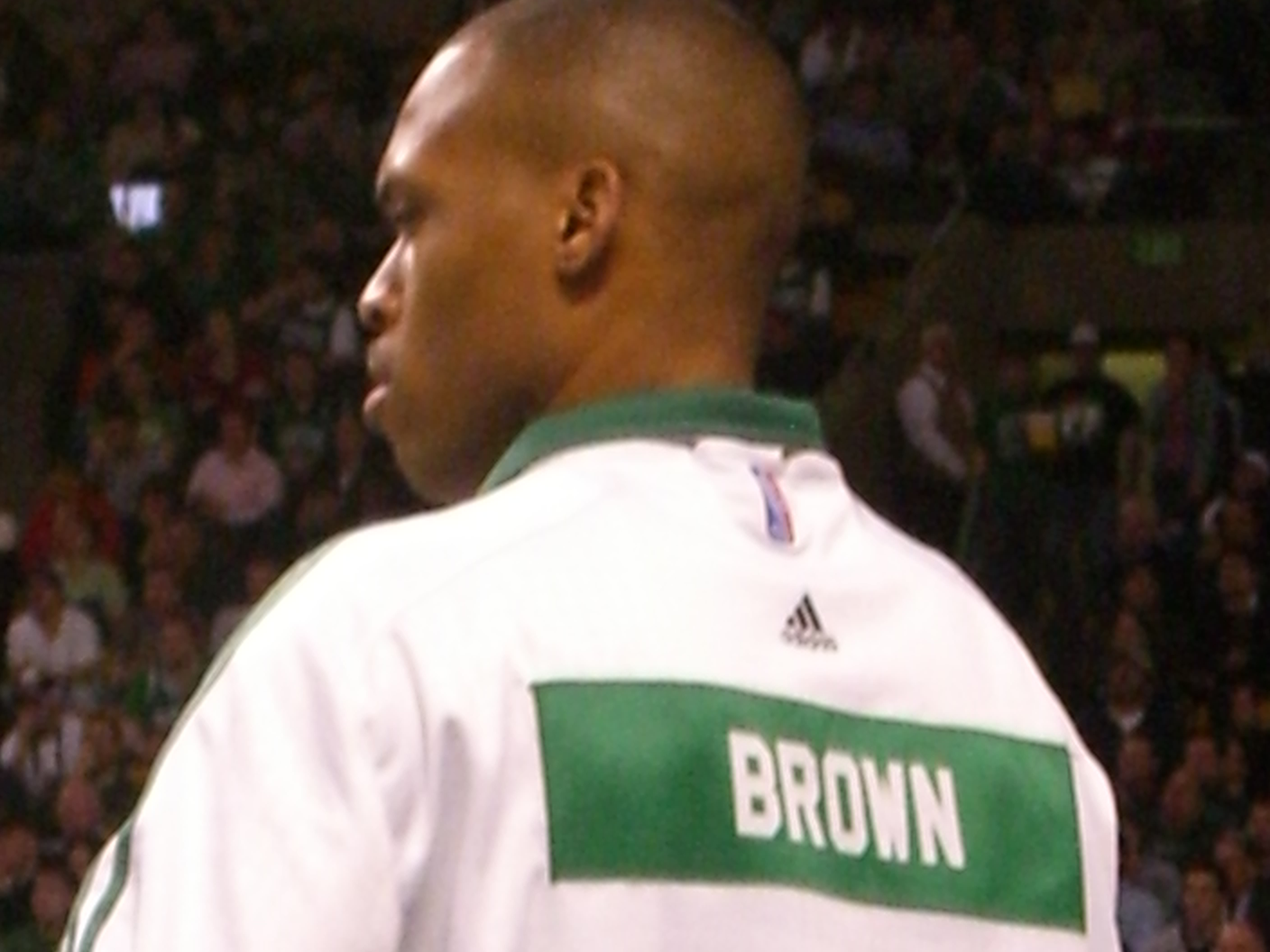
P.J. Brown, la 29.ª elección.

|  | Denota jugador miembro del Basketball Hall of Fame                                                 |
|  | Denota jugador que ha sido seleccionado al menos en un All-Star Game y un Mejor Quinteto de la NBA |
|  | Denota jugador que ha sido seleccionado al menos en un All-Star Game                               |
|  | Denota jugador que nunca ha jugado en la NBA                                                       |

| Pick | Jugador                    | Nacionalidad   | Equipo de la NBA                                            | Origen (Universidad/Club) |
| ---- | -------------------------- | -------------- | ----------------------------------------------------------- | ------------------------- |
| 1    | Shaquille O'Neal (C)       | Estados Unidos | Orlando Magic                                               | LSU                       |
| 2    | Alonzo Mourning (C)        | Estados Unidos | Charlotte Hornets                                           | Georgetown                |
| 3    | Christian Laettner (PF)    | Estados Unidos | Minnesota Timberwolves                                      | Duke                      |
| 4    | Jimmy Jackson (SG)         | Estados Unidos | Dallas Mavericks                                            | Ohio State                |
| 5    | LaPhonso Ellis (PF)        | Estados Unidos | Denver Nuggets                                              | Notre Dame                |
| 6    | Tom Gugliotta (PF)         | Estados Unidos | Washington Bullets                                          | NC State                  |
| 7    | Walt Williams (SF)         | Estados Unidos | Sacramento Kings                                            | Maryland                  |
| 8    | Todd Day (SG)              | Estados Unidos | Milwaukee Bucks                                             | Arkansas                  |
| 9    | Clarence Weatherspoon (PF) | Estados Unidos | Philadelphia 76ers                                          | Southern Miss             |
| 10   | Adam Keefe (PF)            | Estados Unidos | Atlanta Hawks                                               | Stanford                  |
| 11   | Robert Horry (SF)          | Estados Unidos | Houston Rockets                                             | Alabama                   |
| 12   | Harold Miner (SG)          | Estados Unidos | Miami Heat                                                  | USC                       |
| 13   | Bryant Stith (SG)          | Estados Unidos | Denver Nuggets                                              | Virginia                  |
| 14   | Malik Sealy (SF)           | Estados Unidos | Indiana Pacers                                              | St. John's                |
| 15   | Anthony Peeler (SG)        | Estados Unidos | Los Angeles Lakers                                          | Missouri                  |
| 16   | Randy Woods (PG)           | Estados Unidos | Los Angeles Clippers                                        | La Salle                  |
| 17   | Doug Christie (SG)         | Estados Unidos | Seattle SuperSonics                                         | Pepperdine                |
| 18   | Tracy Murray (SF)          | Estados Unidos | Milwaukee Bucks                                             | UCLA                      |
| 19   | Don MacLean (PF)           | Estados Unidos | Detroit Pistons (Traspasado a Washington vía L.A. Clippers) | UCLA                      |
| 20   | Hubert Davis (SG)          | Estados Unidos | New York Knicks                                             | North Carolina            |
| 21   | Jon Barry (SG)             | Estados Unidos | Boston Celtics                                              | Georgia Tech              |
| 22   | Oliver Miller (C)          | Estados Unidos | Phoenix Suns                                                | Arkansas                  |
| 23   | Lee Mayberry (PG)          | Estados Unidos | Milwaukee Bucks                                             | Arkansas                  |
| 24   | Latrell Sprewell (SG)      | Estados Unidos | Golden State Warriors                                       | Alabama                   |
| 25   | Elmore Spencer (C)         | Estados Unidos | Los Angeles Clippers                                        | UNLV                      |
| 26   | Dave Johnson (SF)          | Estados Unidos | Portland Trail Blazers                                      | Syracuse                  |
| 27   | Byron Houston (PF)         | Estados Unidos | Chicago Bulls                                               | Oklahoma State            |

## Segunda ronda
| Pick | Jugador                | Nacionalidad        | Equipo de la NBA       | Origen (Universidad/Club) |
| ---- | ---------------------- | ------------------- | ---------------------- | ------------------------- |
| 28   | Marlon Maxey (PF)      | Estados Unidos      | Minnesota Timberwolves | UTEP                      |
| 29   | P.J. Brown (PF)        | Estados Unidos      | New Jersey Nets        | Louisiana Tech            |
| 30   | Sean Rooks (PF/C)      | Estados Unidos      | Dallas Mavericks       | Arizona                   |
| 31   | Reggie Smith (C)       | Estados Unidos      | Portland Trail Blazers | TCU                       |
| 32   | Brent Price (G)        | Estados Unidos      | Washington Bullets     | Oklahoma                  |
| 33   | Corey Williams (G)     | Estados Unidos      | Chicago Bulls          | Oklahoma State            |
| 34   | Chris Smith (G)        | Estados Unidos      | Minnesota Timberwolves | Connecticut               |
| 35   | Tony Bennett (G)       | Estados Unidos      | Charlotte Hornets      | Wisconsin-Green Bay       |
| 36   | Duane Cooper (G)       | Estados Unidos      | Los Angeles Lakers     | Southern California       |
| 37   | Isaiah Morris (F)      | Estados Unidos      | Miami Heat             | Arkansas                  |
| 38   | Elmer Bennett (G)      | Estados Unidos      | Atlanta Hawks          | Notre Dame                |
| 39   | Litterial Green (G)    | Estados Unidos      | Chicago Bulls          | Georgia                   |
| 40   | Steve Rogers (SG/SF)   | Estados Unidos      | New Jersey Nets        | Alabama State             |
| 41   | Popeye Jones (F)       | Estados Unidos      | Houston Rockets        | Murray State              |
| 42   | Matt Geiger (C)        | Estados Unidos      | Miami Heat             | Georgia Tech              |
| 43   | Predrag Danilović (SG) | Serbia y Montenegro | Golden State Warriors  | KK Partizan (Yugoslavia)  |
| 44   | Henry Williams (G)     | Estados Unidos      | San Antonio Spurs      | UNC-Charlotte             |
| 45   | Chris King (F)         | Estados Unidos      | Seattle SuperSonics    | Wake Forest               |
| 46   | Robert Werdann (C)     | Estados Unidos      | Denver Nuggets         | St. John's                |
| 47   | Darren Morningstar (C) | Estados Unidos      | Boston Celtics         | Pittsburgh                |
| 48   | Brian Davis (F/G)      | Estados Unidos      | Phoenix Suns           | Duke                      |
| 49   | Ron Ellis (PF)         | Estados Unidos      | Phoenix Suns           | Louisiana Tech            |
| 50   | Matt Fish (F)          | Estados Unidos      | Golden State Warriors  | UNC-Wilmington            |
| 51   | Tim Burroughs (PF)     | Estados Unidos      | Minnesota Timberwolves | Jacksonville              |
| 52   | Matt Steigenga (F)     | Estados Unidos      | Chicago Bulls          | Michigan State            |
| 53   | Curtis Blair (PG)      | Estados Unidos      | Houston Rockets        | Richmond                  |
| 54   | Brett Roberts (SF)     | Estados Unidos      | Sacramento Kings       | Morehead State            |

## Jugadores destacados no incluidos en el draft
Estos jugadores no fueron seleccionados en el draft de la NBA de 1992, pero han jugado al menos un partido en la NBA.
| Jugador          | Pos. | Nacionalidad   | Universidad/Club     |
| ---------------- | ---- | -------------- | -------------------- |
| Eric Anderson    | PF   | Estados Unidos | Indiana (Sr.)        |
| Tim Breaux       | SF   | Estados Unidos | Wyoming (Sr.)        |
| Dexter Cambridge | PF   | Bahamas        | Texas (Sr.)          |
| Jo Jo English    | PG   | Estados Unidos | South Carolina (Sr.) |
| Stephen Howard   | SF   | Estados Unidos | DePaul (Sr.)         |
| Sam Mack         | SF   | Estados Unidos | Houston (Sr.)        |
| Gerald Madkins   | PG   | Estados Unidos | UCLA (Sr.)           |
| Darrick Martin   | PG   | Estados Unidos | UCLA (Sr.)           |
| Keith Tower      | C    | Estados Unidos | Notre Dame (Sr.)     |
| David Wesley     | PG   | Estados Unidos | Baylor (Sr.)         |
| Erik Spoelstra   | PG   | Estados Unidos | Portland (Sr.)       |

## Curiosidades
- Durante la temporada 2004-2005, en la plantilla de Miami Heat estaban los 3 jugadores elegidos en las tres primeras posiciones en este draft:
  - Shaquille O'Neal (1.ª elección)
  - Alonzo Mourning (2.ª elección)
  - Christian Laettner (3.ª elección)